# Curt Joël
Curt Walter Joël, född 18 januari 1865 i Greiffenberg i provinsen Schlesien, död 15 april 1945 i Berlin, var en tysk jurist och politiker.
Joël innehade från 1908 flera ansvarsfulla poster i riksjustitieministeriet, där han 1923-31 med ett par avbrott var statssekreterare. Joël spelade från 1918 en framsträdande roll inom politiken, främst på grund av de täta regeringsskiftena under Weimarrepublikens tid. November 1930-oktober 1931 var han tillförordnad och därefter till juni 1932 ordinarie riksjustitieminister.